# نوريكو ساساكي
نوريكو ساساكي (باليابانية: 佐々木倫子؛ بالكانا: ささき のりこ) هي مانغاكا يابانية، ولدت في 7 أكتوبر 1961 في هوكايدو في اليابان.